# 啄木
啄木（たくぼく）とは、雅楽における琵琶の曲の1つ。
平安時代の承和年間に藤原貞敏が唐より持ち帰った琵琶の三秘曲（啄木・流泉・楊真操）の1つとされる。ただし、異説も入れると2種類の調絃法があったとされている。
この3曲の伝授は真言宗における三部灌頂と同じようにみなされ、その中でも「啄木」は秘曲中の秘曲とされた。平安時代末期の藤原孝道は、「啄木」の曲に執着するあまり病気になったと言われ、同じ藤原師長の門人であった藤原定輔とは「啄木」の伝授や後鳥羽院への御師役を巡って激しく争い、鴨長明が伝授を受けていないのに無断で「啄木」を演奏したとして後鳥羽院へ訴えを起こすなど、多くの逸話を残している。
鎌倉時代から南北朝時代にかけての持明院統の当主は琵琶を修得していたが、最秘曲として啄木を伝受していた。持明院統の分裂後は、光厳院から崇光院を経て、栄仁親王→貞成親王→貞常親王と、伏見宮に継承された。
現在、藤原定輔による伝授の記録や楽譜などが宮内庁書陵部の「伏見宮本楽書類」の中に伝存しているものの、曲そのものは失われてしまっている。これに対して、昭和時代後期に林謙三による曲の復原の試みが行われた。